# Ю̈
Ю̈ (minúscula ю̈; cursiva: Ю̈ ю̈) es una letra del alfabeto cirílico.
Ю̈  es utilizado en el idioma selkup (y anteriormente en el carelio, donde representaba el sonido /jy/, pero con la romanización del idioma dejó de usarse).

## Codificaciones
| Caracter                    | Ю                                         | Ю                                         | ю                                       | ю                                       | ̈                           | ̈                           |
| --------------------------- | ----------------------------------------- | ----------------------------------------- | --------------------------------------- | --------------------------------------- | -------------------------- | -------------------------- |
| Nombre unicode              | CYRILLIC CAPITAL LETTER YU WITH DIAERESIS | CYRILLIC CAPITAL LETTER YU WITH DIAERESIS | CYRILLIC SMALL LETTER YU WITH DIAERESIS | CYRILLIC SMALL LETTER YU WITH DIAERESIS | COMBINING DIAERESIS ACCENT | COMBINING DIAERESIS ACCENT |
| Codificaciones              | Decimal                                   | hex                                       | dec                                     | hex                                     | dec                        | hex                        |
| Unicode                     | 1070                                      | U+042E                                    | 1102                                    | U+044E                                  | 776                        | U+0308                     |
| UTF-8                       | 208 174                                   | D0 AE                                     | 209 142                                 | D1 8E                                   | 204 136                    | CC 88                      |
| Numeric character reference | &#1070;                                   | &#x42E;                                   | &#1102;                                 | &#x44E;                                 | &#776;                     | &#x308;                    |